# دورا بروديه
دورا برودر هي رواية صدرت عام 1997 للكاتب الفرنسي باتريك موديانو الحائز على جائزة نوبل في الأدب سنة 2014. صدرت ترجمتها العربية سنة 2017 عن دار صفصافة للنشر والتوزيع ترجمة ناهد عبد الحميد.  تمثل الرواية نموذجًا متقدّمًا لمزج السيرة الذاتية بالتحقيق التاريخي في إطار سردي تتماهى فيه الحدود بين الحقيقي والمتخيل.

## الخلفية والموضوع
استلهم موديانو هذا العمل حين عثر صدفة على إعلان صغير في جريدة باريس سوار بتاريخ 31 ديسمبر 1941 يقول:
"نبحث عن فتاة اسمها دورا برودر، تبلغ من العمر خمسة عشر عاماً، بيضاوية الوجه، لون عينيها بين البني والرمادي، ترتدي سترة رمادية، وبلوفر أحمر، وجيبة زرقاء، وقبعة، وحذاء رياضي بني."
شدّه العنوان أكثر من الحادثة ذاتها، فقد كان الشارع مألوفًا لديه من أيام طفولته، وبدأ مشروعًا شخصيًا للبحث عن هذه الفتاة. تتبع آثارها عبر السجلات والأرشيف، ليكتشف أن "دورا" كانت يهودية فرنسية رحّلتها السلطات الفرنسية إلى معتقل أوشفيتز عام 1942.

## التحليل والأسلوب
يكتب موديانو بأسلوب تأملي يجمع بين الحزن والتوثيق، حيث يعيد بناء ذاكرة شخصية وجمعية من خلال أطلال المدن وسطور الأرشيف. لا يدّعي الحقيقة المطلقة، بل يستعيد الشذرات، ويملأ الفراغات بالتخمين العاطفي، ما يمنح النص طابعًا إنسانيًا يثير التعاطف ويعيد الاعتبار لضحايا النسيان.

## الاستقبال والجوائز
يُعد هذا العمل من أبرز كتب موديانو وأكثرها تداولًا، وتُدرّس اليوم في المدارس والجامعات بوصفها نموذجًا عن أدب الذاكرة. ساهم هذا الكتاب، إلى جانب أعمال أخرى، في فوز موديانو بجائزة نوبل للآداب سنة 2014، حيث أثنت الأكاديمية السويدية على "فن الذاكرة الذي استحضر به المصائر الإنسانية الأكثر عصيانًا على الفهم"..